# 극한 기수
집합론에서 극한 기수(極限基數, 영어: limit cardinal)는 바로 다음 기수 연산만으로 도달할 수 없는 기수이다.

## 정의
기수 {\displaystyle \kappa }가 다음 조건을 만족시키면, 극한 기수라고 한다.
- {\displaystyle \kappa =\lambda ^{+}}인 기수 {\displaystyle \lambda }가 존재하지 않는다.

극한 기수가 아닌 기수를 따름 기수(따름基數, 영어: successor cardinal)라고 한다. (일부 문헌에서는 0을 극한 기수에서 제외시킨다.)
기수 {\displaystyle \kappa }에 대하여, 다음 두 조건이 서로 동치이며, 이를 만족시키는 기수를 강극한 기수(強極限基數, 영어: strong limit cardinal)라고 한다.
- 모든 기수 {\displaystyle \lambda <\kappa }에 대하여, {\displaystyle 2^{\lambda }<\kappa }
- 모든 기수 {\displaystyle \lambda ,\mu <\kappa }에 대하여, {\displaystyle \lambda ^{\mu }<\kappa }

(일부 문헌에서는 0을 극한 기수에서 제외시킨다.)

## 성질
임의의 순서수 {\displaystyle \alpha }에 대하여 다음 세 조건이 서로 동치이다.
- {\displaystyle \alpha }는 극한 순서수이다.
- {\displaystyle \aleph _{\alpha }}는 극한 기수이다. ({\displaystyle \aleph }는 알레프 수)
- {\displaystyle \beth _{\alpha }}는 강극한 기수이다. ({\displaystyle \beth }는 베트 수)

모든 강극한 기수는 극한 기수이다. 만약 일반화 연속체 가설이 성립한다면, 모든 극한 기수는 강극한 기수이다.
만약 선택 공리가 성립한다면, 모든 따름 기수는 정칙 기수이다.:49, Corollary 5.3

## 예
가산 극한 기수는 0과 {\displaystyle \aleph _{0}} 밖에 없다. 이들은 둘 다 강극한 기수이다.
최소의 비가산 극한 기수는 {\displaystyle \aleph _{\omega }}이며, 최소의 비가산 강극한 기수는 {\displaystyle \beth _{\omega }}이다.
알레프 수의 고정점(즉, {\displaystyle \aleph _{\kappa }=\kappa }인 {\displaystyle \kappa })은 항상 극한 기수이다. 베트 수의 고정점은(즉, {\displaystyle \beth _{\kappa }=\kappa }인 {\displaystyle \kappa })은 항상 강극한 기수이다. (이는 등식에 따라 {\displaystyle \kappa }가 극한 순서수이기 때문이다.) 그러나 이 명제들의 역은 성립하지 않는다.

## 같이 보기
- 도달 불가능한 기수

## 참고 문헌
1. ↑  Jech, Thomas (2003). 《Set theory》. Springer Monographs in Mathematics (영어) 3판. Berlin: Springer. doi:10.1007/3-540-44761-X. ISBN 978-3-540-44085-7. ISSN 1439-7382. MR 1940513. Zbl 1007.03002. IA settheory0000jech_f7i4.